# Peter Peters
Peter (J.P.J.) Peters (Hunsel, 22 augustus 1957) is een Nederlands celbioloog. Peters is met name bekend vanwege zijn werk op het gebied van elektronenmicroscopie (EM) en cellulaire immunologie, waarbij hij het immuunsysteem op nanomoleculair niveau bestudeert. Hij is onder andere hoogleraar nanobiologie aan de Universiteit Maastricht, oprichter en directeur van het Institute of Nanoscopy en mede-directeur van het Maastricht MultiModal Molecular Imaging Institute.

## Biografie

### Opleiding
Peter Peters werd geboren als oudste van zes kinderen in een boerengezin in het Midden-Limburgse Hunsel. Als 16-jarige jongen ontdekte hij tijdens een bezoek aan een plaatselijk station voor kunstmatige inseminatie zijn interesse in de celbiologie, waarna hij zeker wist dat hij geen boer zou worden. Na de middelbare school studeerde hij biologie aan de Universiteit Utrecht, waar hij in 1987 zijn doctoraal examen behaalde. In 1991 promoveerde hij aan dezelfde universiteit op een proefschrift getiteld Cellulaire immunologie op subcellulair niveau. Bij zijn promotieonderzoek werd hij begeleid door Hans Geuze, Jannie Borst en Hidde Ploegh. Het onderzoek betrof de structuur en het gedrag van MHC-II-moleculen, en de rol van exocytose in cytotoxische T-cellen. Na zijn doctoraat voltooide Peters een postdoctorale fellowship aan de National Institutes of Health in Bethesda, MD (Verenigde Staten), waar hij onder supervisie van Richard Klausner de regulatie van endocytose bestudeerde.

### Loopbaan
In 1994 keerde Peters terug naar de Universiteit Utrecht. Vier jaar later stapte hij over naar het Nederlands Kanker Instituut (NKI), waar hij van 1998 tot 2013 hoofdonderzoeker was. Al sinds 1988 werkte Peters samen met Hans Clevers aan stamcellenonderzoek om het ontstaan en de ontwikkeling van kankercellen te bestuderen. Zijn onderzoek bij het NKI richtte zich op eukaryote cellen binnen het endomembraansysteem. Bij het onderzoek speelde cryogene elektronenmicroscopie een grote rol.
In 2014 werd Peters benoemd tot hoogleraar nanobiologie aan de Faculty of Health, Medicine and Life Sciences van de Universiteit Maastricht (UM). Daarnaast werd hij aangesteld tot mededirecteur van het Maastricht MultiModal Molecular Imaging Institute. Peters is aan de UM een van de vier 'universiteitshoogleraren' (distinguished professors), wat onder meer inhoudt dat hij gedeeltelijk vrijgesteld is van bepaalde administratieve taken en een grotere vrijheid heeft in de besteding van onderzoeksgelden. Zijn leerstoel, een zogenaamde Limburg Chair, wordt gesponsord door de Provincie Limburg, met de bedoeling om de samenwerking met het bedrijfsleven en de communicatie met een breed publiek te stimuleren. Daarnaast geeft Peters gastcolleges aan de Technische Universiteit Delft en de Vrije Universiteit Amsterdam. In Utrecht en Amsterdam werd hij al drie keer uitgeroepen tot 'docent van het jaar'.
Het onderzoek aan het Maastricht MultiModal Molecular Imaging Institute (M4I), waarvan Peters samen met Ron Heeren mededirecteur is, stelt zich ten doel om cryogene elektronentomografie zodanig toe te passen dat een 3D-beeld verkregen wordt van de interne structuur van een cel. Binnen M4I bestudeert Peters' onderzoeksgroep de 3D-structuur van het mechanisme op nanoniveau van bacteriën die tuberculose veroorzaken. Bij zijn aanstelling in Maastricht in 2014 werd tevens het Institute of Nanoscopy opgericht, waarvan Peters directeur is.

### Overige activiteiten
Peters heeft octrooien op meerdere uitvindingen. Peters is tevens CSO (chief scientific officer) van de start-up CryoSol in Weert, een bedrijf waar ultradunne samples (proteïnen, partikels, virussen, bacteriën, cellen) worden geprepareerd voor geavanceerde elektronenmicroscopen.
Peters is lid van de American Society of Cell Biology en de European Society of Microscopy. In 1998 richtte hij het Netherlands Postdoc Career Development Initiative (PDCI) op en was hiervan decaan tot 2002. Van 2008 tot 2012 was hij redacteur van het tijdschrift Microscopy (voorheen Journal of Electron Microscopy). In 2010–2011 initieerde Peters en coördineerde hij de oprichting van het Netherlands Centre for Electron Nanoscopy (NeCEN) aan de Universiteit van Leiden. In 2016 werd hij gekozen tot lid van de Nederlandse Academie voor Technologie en Innovatie (ACTI). 
In 2009 werd Peters uitgenodigd door de Society of Histochemistry om de Robert Feulgen-lezing te geven. Hij was diverse malen voorzitter van internationale conferenties en symposia, waaronder de 19e International Microscopy Conference in Sydney, Australië, in 2018.

## Publicaties
Peters heeft meer dan 125 wetenschappelijke artikelen gepubliceerd, die meer dan 38.000 keer zijn geciteerd. Zijn Hirsch-index bedraagt 83.